# Mustvee vald
Mustvee landkommune (estisk: Mustvee vald) er en landkommune (estisk: vald) i det østlige Estland.
Mustvee landkommune ligger i amtet Jõgevamaa. Hovedbyen er byen Mustvee. Kommunen har et areal på 616 km2
og et befolkningstal på 4.952 (2023) indbyggere.